# フリーフォーマット (コンピュータ)
コンピュータにおけるフリーフォーマットとは、ある形式言語の解釈が改行文字や予備空白に左右されず、言語内で定義されたエレメントの出現順だけで決定できる特性を言う。
たとえばHTMLはフリーフォーマットの例である。pre要素によって整形済みテキストとして扱われる部分を除き、1つ以上の空白や改行文字は常に単語の区切り要素として解釈される。
プログラミング言語においては、ALGOL系やLISPなどがフリーフォーマットの典型である。もっとも可読性の観点からプログラムの意味を反映したインデントが推奨されるため、改行や空白を全く無視したプログラムが書かれることは稀である。Pythonなどはこの慣習を意図的に言語仕様に取り入れており、字下げのレベルによってブロックを表現するという非フリーフォーマット言語となっている。